# Серый чирок
Серый чирок (лат. Anas gracilis) – настоящая утка из рода речные утки (Anas). Раньше считался подвидом зондского чирка, как Anas gibberifrons gracilis.
Помимо номинативного, к этому виду относят вымерший подвид Anas gracilis remissa, обитавший на юге Соломоновых островов.

## Распространение
Гнездится на открытых болотистых местностях в Новой Гвинее, Австралии, Новой Зеландии, Вануату и на Соломоновых островах.

## Описание
Это пятнисто-коричневая утка с белыми и зелёными пятнами на крыльях. Самец и самка имеют одну и ту же окраску в отличие от родственного каштанового чирка, у которого самец и самка разительно отличаются. Anas gracilis окрашен почти так же, как самка каштанового чирка, его можно отличить только по слегка окрашенной шее и более светлому лицу. Молодые особи светлее взрослых, особенно светлее у них голова.

## Размножение
Серый чирок гнездится около облюбованных им озер и болот с чистой водой, обычно на земле, но также в дуплах деревьев или норах кроликов.

## Голос
Это голосистая утка, особенно по ночам. Самец издает мягкое «прип», а самка отвечает громким кряканьем.

## Миграции
Серый чирок – общительная птица. В Австралии — это кочевой вид и быстро захватывает подходящую среду обитания после дождей. В 1957 г. большое количество птиц покинуло Австралию, переместившись в Новую Зеландию, чтобы избежать засухи.

## Угрозы
Широко распространенный по всей широкой области его распространения, Anas gracilis оценен в Красном списке IUCN, как не вызывающий беспокойства. 

## Фотогалерея

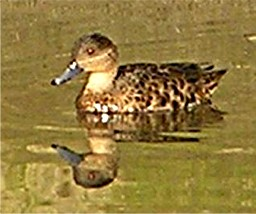
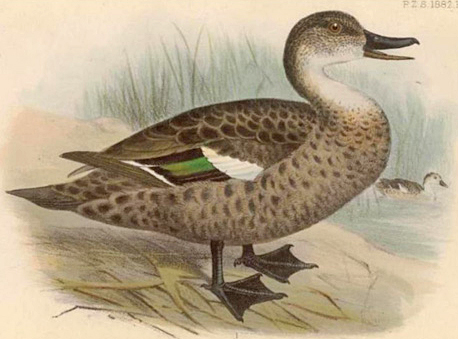